# Гюллинг, Эдвард Александрович
Э́двард О́тто Вильге́льм Гю́ллинг (Э́двард Алекса́ндрович Гю́ллинг, швед. Edvard Otto Wilhelm Gylling [eːvard otːu vilhelm jylliŋ], 30 ноября 1881, Куопио — 14 июня 1938, СССР) — финский социал-демократический политик, депутат финляндского сейма в 1908—1910 и в 1911—1918 годы, революционер, начальник штаба Красной гвардии, первый руководитель Карельской трудовой коммуны, доктор философских наук. Был членом ЦИК СССР всех созывов.

## Биография
Родился 30 ноября 1881 года в городе Куопио в семье финских шведов, принадлежавшей к среднему классу. Его отец, Уно Александр Гюллинг, был районным инженером-путейцем. Мать — Евгения Виктория Клотильда Генриетта Хельсингиус. Эдвард был вторым ребёнком в семье из десяти детей.
Детские и юношеские годы Эдварда прошли в имении родителей — усадьбе Калмаа близ Икаалинена.
В 1900 году после окончания лицея в Ювяскюля поступил в Императорский Александровский университет в Гельсингфорсе.
В 1903 году окончил магистром университет по специальности «экономика и статистика». Занимался изучением жизни сельского трудового населения Финляндии.
В 1909 году получил степень доктора философии. Его докторская диссертация была посвящена истории развития земельных отношений в Финляндии и положению безземельных крестьян-торпарей. В 1910—1918 годах работал доцентом Гельсингфорского университета по курсу экономической статистики. Одновременно служил статистиком в государственном статистическом управлении Гельсингфорса.

### Политическая деятельность
В 1905 году вступил в Социал-демократическую партию Финляндии (СДПФ), принадлежал к её левому, марксистскому крылу.
С 1906 по 1908 год — ответственный редактор партийного издания «Sosialistinen Aikakauslehti» («Социалистический журнал»), организованного совместно с Юрьё Сирола, Отто Куусиненом и Суло Вуолийоки.
15 и 16 марта 1907 года в Великом княжестве Финляндском состоялись первые выборы в однопалатный сейм. С 1908 по 1918 год Эдвард Гюллинг — депутат Сейма от Социал-демократической партии Финляндии.
В 1913—1917 годах — член Исполкома СДПФ, а в 1917—1918 — председатель СДПФ.
В 1918 году вступил в Коммунистическую партию Финляндии, вошёл в состав её Центрального комитета.

### Революция и гражданская война в Финляндии
Во время Финляндской революции 1918 работал в революционном правительстве уполномоченным по делам финансов, а затем — заместителем председателя революционного правительства. С апреля 1918 года — начальник Главного штаба Красной гвардии. Принимал непосредственное участие в обороне Выборга.
После поражения революции, около полугода работал в подполье, в конце 1918 года эмигрировал в Швецию и там работал в Стокгольме в загранбюро ЦК компартии Финляндии. В 1919 году — секретарь Скандинавского комитета III Коммунистического интернационала.

### Советская Карелия
Осенью 1919 года Эдвард Гюллинг направил В. И. Ленину подготовленное им «Предложение о Карельской коммуне». Суть «Предложения» сводилась к тому, чтобы посредством образования Карельской коммуны на пространстве от реки Свирь до Северного Ледовитого океана решить три проблемы: удовлетворить национальные интересы карельского населения, лишить Финляндию оснований претендовать на Восточную Карелию и создать плацдарм для подготовки революции в Финляндии и Скандинавских странах. В соответствии с этими «Предложениями» Карельская коммуна должна была стать своего рода социалистической альтернативой буржуазному финляндскому государству.
Вопрос о национально-государственном устройстве Карелии неоднократно рассматривался руководством РСФСР. В конце марта — начале апреля 1920 года глава Советского правительства В. И. Ленин говорил об этом с делегатами IX съезда РКП(б) от Олонецкой губернской партийной организации.
По приглашению В. И. Ленина Гюллинг прибыл в Москву и в середине мая 1920 года в Кремле состоялась беседа Ленина с Гюллингом и другим финским коммунистом-эмигрантом, бывшим членом Финляндского революционного правительства Ю. К. Сирола «по делам о создании Карельской автономной республики». Гюллинг предложил предоставить экономическую и вообще относительно широкую автономию Карелии. Ленин предложение Гюллинга одобрил.
В мае 1920 года принят в члены РКП(б).
8 июня 1920 декретом ВЦИК из населённых карелами местностей Олонецкой и Архангельской губерний была образована Карельская трудовая коммуна. При этом Петрозаводск стал «двойной» столицей — главным губернским городом и центром карельской автономии.
С июня 1920 по февраль 1921 года — первый председатель Ревкома Карельской трудовой коммуны.
В августе 1920 года под его руководством, норвежским инженером X. Лангсетом, были подготовлены проекты плана развития Карельской трудовой коммуны.
На 1-м Всекарельском съезде Советов 11-18 февраля 1921 года Гюллинг был избран председателем областного исполнительного комитета Карельской трудовой коммуны (Карисполкома).
Образование в июле 1921 году Северо-Западного регионального экономического совета (СевзапЭкосо) подвергало опасности сложившийся автономный статус Карельской Трудовой Коммуны (КТК). 23 апреля 1921 года Эдвард Гюллинг, как председатель Совнаркома КТК, снова встретился с Лениным в Кремле и представил проекты. Гюллинг, при поддержке наркома иностранных дел РСФСР Г. В. Чичерина и председателя Совета Народных Комиссаров (правительства) РСФСР В. И. Ленина, инициировал утверждение декрета, подтверждающего автономные права КТК. 26 апреля 1921 года оба документа — постановление Совета народных комиссаров РСФСР и Совета Труда и Обороны были одобрены. Принятая программа промышленного преобразования края на ближайшие годы состояла в ускоренном развитии деревообрабатывающей, бумагоделательной и горной промышленности.
В 1922 году занимал пост председателя Карело-Мурманского военного революционного комитета.
В декабре 1922 года Эдварду Гюллингу ампутировали левую ногу в клинике профессора Г. И. Турнера в Петрограде. Острое воспаление левой большеберцовой кости, скопление гноя в коленном суставе и резко выраженное общее заражение были вызваны обморожением и повреждением ноги в результате попадания в трещину во льду. После операции ходил на костылях, в 1925 году выезжал в Германию, где для него было изготовлено два протеза.

### Автономная Карельская ССР
В июле 1923 года Карельская трудовая коммуна была преобразована в Автономную Карельскую Советскую Социалистическую Республику (АКССР). Гюллинг возглавил руководящий орган — был избран председателем Совета Народных Комиссаров АКССР (возглавлял совет до 1935 года).
В сентябре 1930 года постановлением СНК Автономной Карельской ССР был учреждён Карельский научно-исследовательский (комплексный) институт. Эдвард Гюллинг стал директором КНИИ, сохранив при этом должность главы правительства. Заместителем он назначил заведующего Карельским государственным (краеведческим) музеем Степана Макарьева. Кроме того Гюллинг преподавал в Карельском государственном педагогическом институте. Являлся членом редколлегии журнала «Экономика и статистика Карелии».
Член ВЦИК РСФСР нескольких созывов. Член Бюро Карельского Обкома ВКП(б). Избирался делегатом XI—XVI Всероссийских и II—VII Всесоюзных съездов Советов.
Гюллинг был одним из редакторов Карельской энциклопедии, работа над которой велась с 1933 по 1936 год. Однако энциклопедия так и не была издана, а большинство её редакторов (среди них: Э. А. Гюллинг, С. А. Макарьев, Н. Н. Виноградов) были впоследствии арестованы и расстреляны.
26 января—10 февраля 1934 года делегат XVII съезда ВКП(б) с решающим голосом.
К середине 1930-х годов в адрес руководства республики начала раздаваться критика со стороны центра — Гюллинга обвиняли в «буржуазном национализме», он пытался в форме самокритики оградить себя от обвинений, но безрезультатно.
В январе 1935 года на V пленуме карельского областного комитета ВКП(б) политическую деятельность Гюллинга Э. А. и возглавляемой им «контрреволюционной» группировки осудили. В октябре 1935 года он был смещён с поста председателя Совнаркома Автономной Карельской ССР.
К этому времени, в августе 1935 года, с поста секретаря Карельского обкома ВКП(б) был смещён его ближайший соратник Густав Ровио и направлен на преподавательскую работу в Москву (арестован и расстрелян в 1938 году).
По просьбе Е. С. Варги, Эдвард Гюллинг был командирован решением Оргбюро ЦК ВКП(б) от 16 января 1936 года на исследовательскую работу в Москву в Институт мирового хозяйства и мировой политики АН СССР.

### Арест и расстрел
17 июля 1937 года Гюллинг был арестован по сфабрикованному делу о «контрреволюционной националистической организации Гюллинга — Ровио».
Подписан к репрессии по первой категории (расстрел) в списке «Москва-центр» от 10 июня 1938 на 88 чел., № 25, по представлению начальника 8-го отдела ГУГБ НКВД ст. майора госбезопасности И. И. Шапиро. Подписи: Сталин, Молотов. Через четыре дня, 14 июня 1938 года, Гюллинг был осуждён Военной коллегией Верховного суда СССР по обвинению в участие в контрреволюционной террористической организации (ст. 58-1а-2-7-8-11 УК РСФСР) и в тот же день расстрелян на полигоне «Коммунарка». Московские расстрелы 1937 и 1938 годов явились следствием приказов наркома НКВД Ежова от 25 и 30 августа, 11 и 20 сентября 1937 года, которые, в свою очередь, появились в результате решений Политбюро ЦК от 2 июля того же года.
Гюллинг был реабилитирован 16 июля 1955 года решением Военной коллегии Верховного суда СССР в рамках борьбы с культом личности.

## Семья

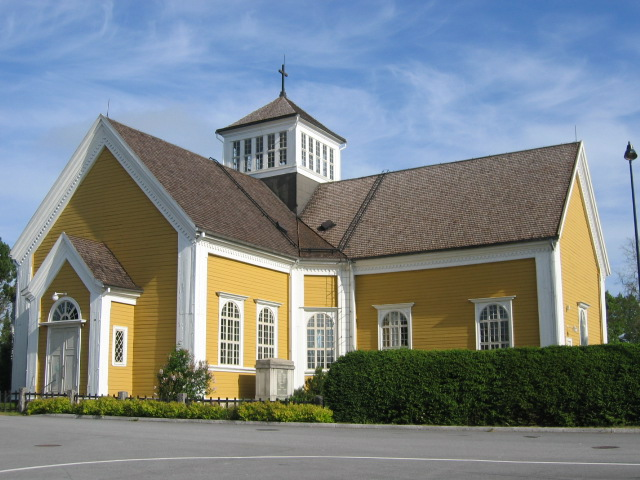
Церковь города Икаалинена, где венчались Эдвард и Фанни.

В 1906 году 24-летний Эдвард женился на Фанни Элизабет Ахрен (швед. Fanny Elisabeth Achren, 17.10.1885—6.09.1944), дочери районного врача из Икаалинена. Венчание состоялось в церкви Икаалинена 14 июня 1906 года.
Фанни Гюллинг была осуждена 7 июля 1938 года ОСО при НКВД СССР как член семьи изменника Родины на 8 лет исправительно-трудовых лагерей. Она умерла в Карагандинском лагере (Карлаг) 6 сентября 1944 года. Реабилитирована 4 апреля 1956 года.
Дети:
- дочери — Майя Элизабет Гюллинг (1907—1995) работала учительницей в г. Шуя Ивановской области, Фанни Елена Гюллинг (1910—1995) работала главным конструктором в строительной организации в г. Ижевск.
- сын — Валттер Эдуардович Гюллинг (1912—1988) работал главным инженером строительного управления в г. Тула.

## Награды
- орден Трудового Красного Знамени (20 апреля 1931, за исключительные заслуги перед РСФСР в области укрепления советской власти в Карелии[2])
- орден «Сампо» (5 июня 2019, посмертно; за особо выдающиеся заслуги в создании и упрочении национальной государственности Карелии)[12][13]

## Память

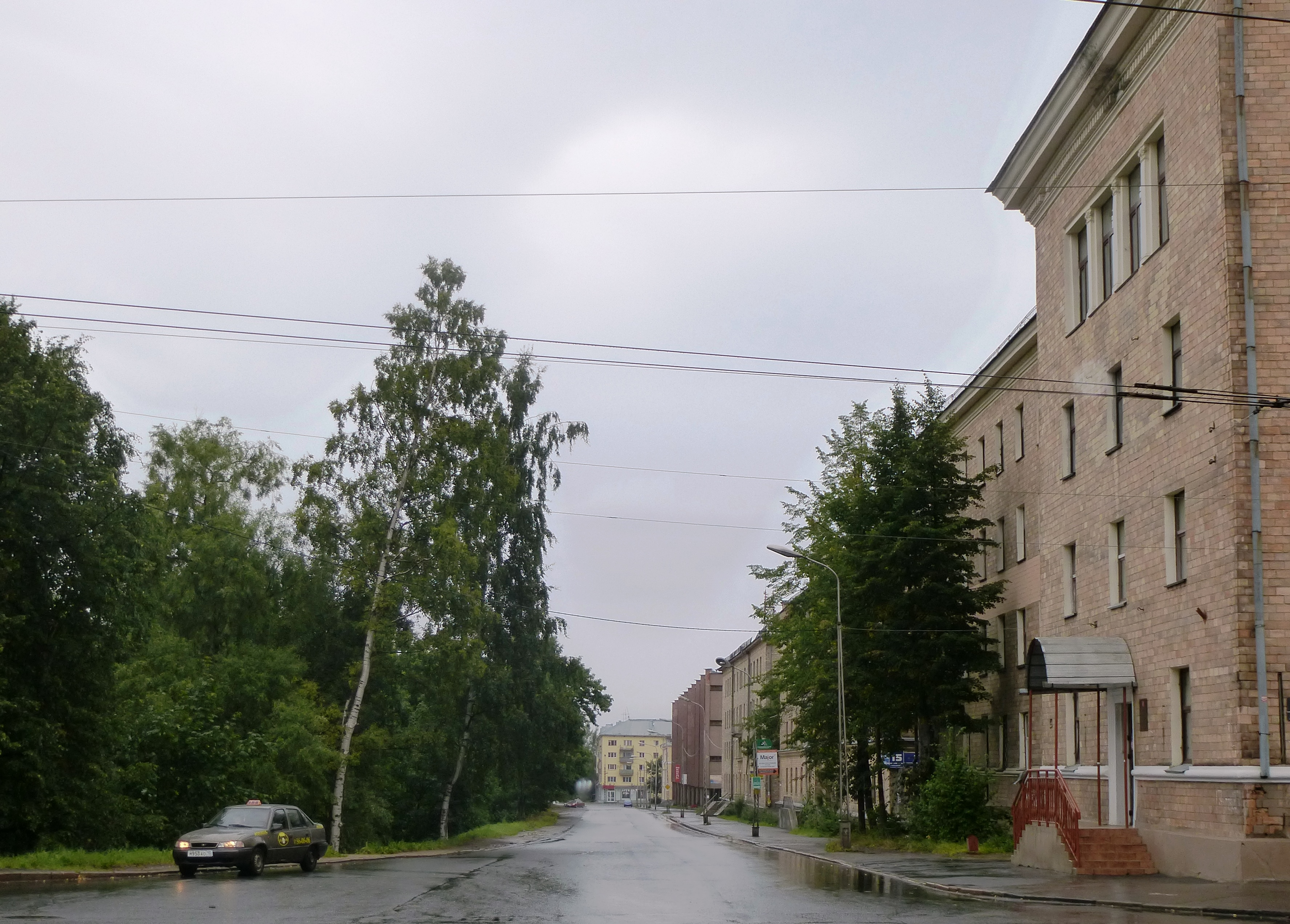
Набережная имени Э. Гюллинга в Петрозаводске

- В Петрозаводске именем Гюллинга 8 июня 1970 года была переименована Советская набережная в пойме реки Лососинки — Набережная Гюллинга.
- В Петрозаводске сохранился дом, в котором Эдвард Гюллинг жил до 1935 года. Тогда это двухэтажное деревянное здание было элитным. Там жили все руководители республики.
- В Москве Гюллинг проживал по адресу площадь Свердлова, д. 3, кв. 70.
- До 1936 г. имя Гюллинга носила улица Володарского в Школьном посёлке Медвежьей Горы[14].
- В 1933—1935 гг. имя Гюллинга носил посёлок в составе Машезерского сельского совета[15].